# Єршов Сергій Валерійович
Сергій Єршов (рос. Сергей Валерьевич Ершов; нар. 14 квітня 1978) — російський футболіст, нападник.

## Життєпис
Вихованець далекосхідного футболу. З 2000 по 2004 роки виступав в Україні. Грав у командах «Миколаїв», «Металург» (Запоріжжя) та «Арсенал» (Харків). У вищій лізі дебютував 7 липня 2002 року в грі «Таврія» - «Металург» (Запоріжжя) - 1:1. Усього у вищому дивізіоні в складі запоріжців зіграв 12 матчів. Після повернення в Росію, грав спочатку в командах другої ліги, а потім - в аматорських колективах.
Після завершення професійної кар'єри проживав в місті Свободний. Працював тренером-викладачем ДЮСШ № 1. Був депутатом міськради. Брав участь в естафеті олімпійського вогню зимових Олімпійських ігор 2014.